# تام گودمن-هیل
تام گودمن-هیل (انگلیسی: Tom Goodman-Hill؛ زادهٔ ۱۹۶۸ میلادی) بازیگر اهل انگلستان است.
از فیلم‌ها یا برنامه‌های تلویزیونی که وی در آن نقش داشته‌است، می‌توان به انجمن نجیب‌زادگان عجیب، بازی تقلید، اورست، ریچارد دوم، معشوقه شیطان، پشیمانی‌های خانم آستین و آقای سلفریج‌ اشاره کرد.